# Bothynus ruginasus
Bothynus ruginasus är en skalbaggsart som beskrevs av Leconte 1856. Bothynus ruginasus ingår i släktet Bothynus och familjen Dynastidae. Inga underarter finns listade.